# 樓常
樓常（？—？），北宋大臣。樓郁長子，鄞县人。
北宋宋英宗治平二年（1065年）乙科進士，知興化軍，元符三年（1100年）七月以朝奉大夫知台州。
有子樓弁、樓。樓异曾任明州知府，為宋徽宗所賞識，以子貴追贈金紫光祿大夫。